# Olga Desmond
Pour les articles homonymes, voir Desmond.

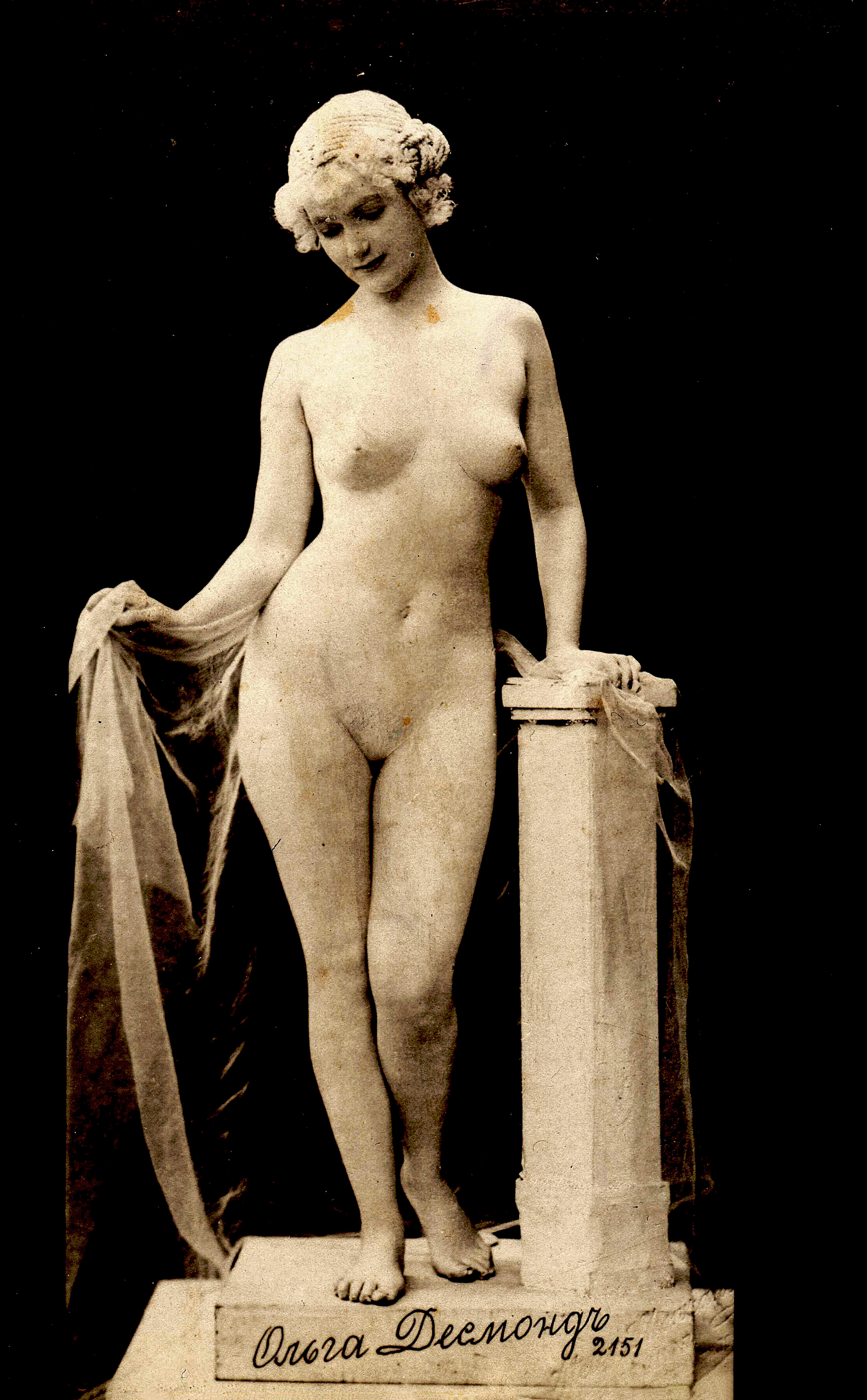
Olga Desmond à Saint-Pétersbourg
(carte postale, vers 1908)

Olga Desmond (née Olga Antonie Sellin le 2 novembre 1890 à Allenstein en province de Prusse-Orientale, et morte le 2 août 1964 à Berlin) est une danseuse et actrice allemande.

## Biographie
Danseuse nue s'inspirant de la statuaire antique, elle annonce l'avènement de l'Ausdruckstanz des années 1920, représenté également par le couple Sakharoff, les sœurs Falke ou Grete Wiesenthal, dans la lignée d'Isadora Duncan et de Ruth Saint Denis, mouvement que Rudolf Laban va fédérer.
Elle invente un système de notation du mouvement qu'elle nomme « rythmographie ».

## Filmographie
- 1909 : Hallo! Die große Revue : Der Schönheitsabend (Short)
- 1915 : Seifenblasen
- 1915 : Nocturno
- 1917 : Postkarten-Modell : Wanda
- 1917 : Die Grille
- 1918 : Leben um Leben : Aglaja
- 1918 : Der Mut zur Sünde
- 1918 : Der fliegende Holländer : Senta
- 1919 : Göttin, Dirne und Weib

## Publication
- Rhythmographik. Tanznotenschrift als Grundlage zum Selbstudium des Tanzes, Fritz Böhme, Leipzig, 1919.